# Sittigo
Sittigo est une commune rurale située dans le département de Séguénéga de la province du Yatenga dans la région Nord au Burkina Faso.

## Géographie
Sittigo se trouve à environ 7 km au nord-ouest du centre de Séguénéga, le chef-lieu du département, à 4 km au nord-est de Goubré et à 50 km au sud-est de Ouahigouya. La localité est à 2 km au nord de la route nationale 15.

## Santé et éducation
Le centre de soins le plus proche de Sittigo est le centre de santé et de promotion sociale (CSPS) de Goubré tandis que le centre médical avec antenne chirurgicale (CMA) de la province se trouve à Séguénéga.
Sittigo possède une école primaire publique et une médersa privée avec le projet de construire un collège d'enseignement général (CEG).